# Hendrik XIII van Schwarzburg
Hendrik XIII (tussen 1338 en 1344 – november 1357) uit het huis Schwarzburg-Blankenburg was van 1349 tot zijn dood graaf van Schwarzburg-Blankenburg. Hendrik XIII was de enige zoon van Günther XXI, die in 1349 korte tijd Rooms-koning was geweest, en Elisabeth van Hohnstein.
In 1346 had Hendriks vader een verdrag gesloten met zijn neven, Hendrik XII en Günther XXV, waarin ze de bezittingen van het huis Schwarzburg-Blankenburg onder elkaar verdeelden. Günther XXI kreeg de belangrijkste bezittingen: Blankenburg en Frankenhausen. Arnstadt werd in twee gelijke delen verdeeld, maar de koninklijke rechten die de graven daar genoten, zoals het muntrecht, de heffing van tollen en het Jodenrecht, bleven gemeenschappelijk.
Nadat Günther XXI op 14 juni 1349 in Frankfurt aan overleed, waarschijnlijk aan de pest, volgde Hendrik hem op. Hendrik zelf stierf acht jaar later op jonge leeftijd. De landgraaf van Thüringen en de abt van Hersfeld maakten als leenheren direct na Hendriks dood aanspraak op Frankenhausen en zijn helft van Arnstadt. Hendrik had echter erfverdrag gesloten met Hendrik XII en Günther XXV en omdat koning Karel IV verdrag bevestigd had bleven Arnstad en Frankenhausen in bezit van het Huis Schwarzburg. Hendrik XII en Günther XXV moesten Dornburg en de heerlijkheid Windberg daarvoor wel afstaan aan landgraaf Frederik III.